# 千代田区立図書館
千代田区立図書館（ちよだくりつとしょかん）は、東京都千代田区にある公共図書館。
千代田区立千代田図書館、四番町図書館、日比谷図書文化館の3館と、昌平まちかど図書館、神田まちかど図書館の2分館で構成される。全館の蔵書数は579,702点（うち図書資料559,482冊）で、年間貸出数は781,645点（うち図書資料728,571冊）である（2023年度統計）。2009年（平成21年）7月に東京都立図書館から日比谷図書館の移譲を受け、2011年（平成23年）11月に施設改修を経てリニューアルオープンさせた。千代田図書館・四番町図書館ほかと日比谷図書文化館とでは運営形態が異なっており、千代田図書館ほか3館はヴィアックス・SPSグループが、日比谷図書文化館は日比谷ルネッサンスグループが、それぞれ指定管理者として管理を行っている。
千代田区立図書館では、千代田区の地域性に基づく運営のコンセプトとして、「千代田ゲートウェイ」「ビジネスを発想するセカンドオフィス」「区民の書斎」「クリエイトする書庫」「ファミリーフィールド」の5点を掲げている。在住・在勤（在学）者でなくても、利用や借り出し利用カードを作成し、図書館資料を借りる（禁帯は除く）ことが出来る。

## 歴史

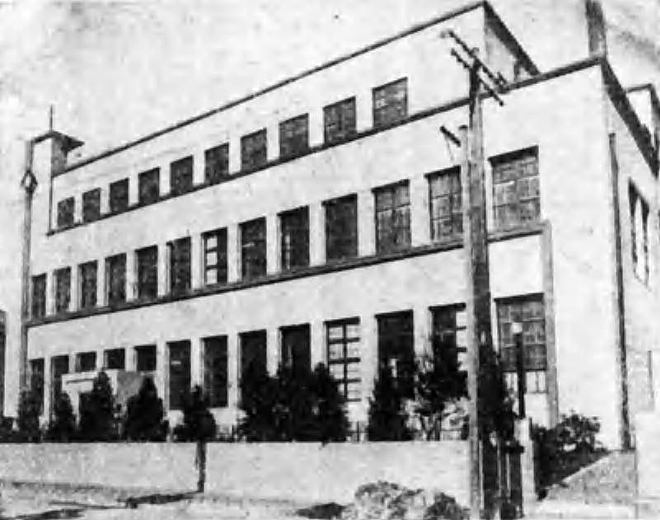
区立駿河台図書館
区総合庁舎への移転後は中央大学が譲り受け、駿河台第二図書館となる。

千代田区立図書館としての沿革は1947年（昭和27年）、地方自治法施行により千代田区が設置された際、区内の都立駿河台図書館を千代田区に管理移譲されたことに始まる。1950年（昭和25年）には千代田区立駿河台図書館に改称され、これは千代田区立千代田図書館の前身である。この駿河台図書館の起源は、大日本教育会附属書籍館として1887年（明治20年）に開設されたものであり、東京市への移譲を経て神田簡易図書館、一橋図書館、駿河台図書館へと変遷を重ねてきた（後述）。一方で日比谷図書文化館は、1908年（明治41年）に開設された東京市立日比谷図書館を前身とする。したがって千代田区立図書館は、起源の異なる2つの図書館を源流としてもつことになる。
1955年（昭和30年）に千代田区立駿河台図書館は千代田区立千代田図書館と改称し、区の総合庁舎内に移転。1986年（昭和61年）に四番町図書館が開館、平成に入って、1996年（平成8年）に昌平まちかど図書館が、1998年（平成10年）に神田まちかど図書館がそれぞれ開館した。日比谷図書文化館は、東京都立図書館の再編の方針に基づいて2009年（平成21年）に千代田区に移管され、施設改修を経て2011年（平成23年）に再オープンし、これにともない千代田区立図書館は現行の3館、2分館による構成となった。

### 年表
- 1947年（昭和27年）4月 - 地方自治法施行により特別区として千代田区を設置。東京都立駿河台図書館の管理を千代田区に移譲される。
- 1950年（昭和25年）10月 - 日比谷図書館を除く東京都区部内の都立図書館は機構上も東京都立図書館から独立し各区に移管され、駿河台図書館も千代田区立駿河台図書館と改称される。
- 1951年（昭和26年）4月 - 前年に施行された図書館法による図書館無料の原則を受け、図書館利用が無料となる。
- 1955年（昭和30年）12月 - 千代田区総合庁舎竣工にともない駿河台図書館が庁舎内に移転、千代田区立千代田図書館に改称。
- 1986年（昭和61年）9月 - 四番町図書館が新設される。
- 1996年（平成8年）10月 - 昌平まちかど図書館が開館。
- 1998年（平成10年）3月 - 神田まちかど図書館が開館。
- 2003年（平成15年）4月 - 昌平まちかど図書館、神田まちかど図書館を千代田図書館の分館とする。
- 2007年（平成19年）
  - 4月 - 千代田区立図書館に指定管理者制度を導入。
  - 5月 - 千代田区役所新庁舎竣工にともない千代田図書館が移転。
- 2009年（平成21年）7月 - 日比谷図書館が東京都立図書館から千代田区へ移管される。
- 2011年（平成23年）11月 - 日比谷図書館が日比谷図書文化館としてリニューアルオープンする。

## 一覧
| 名称               | 住所                             | 延床面積   | 蔵書数  | 年間貸出数 | 年間入館者数 | 設立年 |
| ------------------ | -------------------------------- | ---------- | ------- | ---------- | ------------ | ------ |
| 千代田図書館       | 〒102-8688 千代田区九段南1-2-1   | 2,616.33m2 | 181,930 | 317,827    | 653,624人    | 1887年 |
| 昌平まちかど図書館 | 〒101-0021 千代田区外神田3-4-7   | 約193m2    | 26,631  | 63,343     | 94,239人     | 1996年 |
| 神田まちかど図書館 | 〒101-0048 千代田区神田司町2-16  | 約243m2    | 29,791  | 130,943    | 181,729人    | 1998年 |
| 四番町図書館       | 〒102-0081 千代田区四番町1       | 1,756.97m2 | 111,135 | 270,663    | 290,375人    | 1986年 |
| 日比谷図書文化館   | 〒100-0012 千代田区日比谷公園1-4 | 3,655.00m2 | 169,240 | 159,828    | 648,923人    | 1908年 |
| 総計               |                                  |            | 531,593 | 942,604    | 1,868,890人  |        |

## 千代田図書館
千代田区立千代田図書館は、千代田区九段南1-2-1にある千代田区立図書館のひとつである。千代田区役所庁舎内の9、10階を占め、同じく10階には
千代田区男女共同参画センターMIWという図書視聴覚資料室が同居する。
2014年度統計によると、蔵書数は181,930冊、年間貸出数は317,827冊となっており、千代田区立図書館の中で最も大きな規模となっている。また昌平まちかど図書館および神田まちかど図書館を分館として有する。
主な蔵書としては、古書販売目録および内務省委託本の存在が挙げられる。古書販売目録は神田古書店街を擁する千代田区ならではの地域資料として約9,350点が、また内務省委託本は戦前内務省によって検閲業務に用いられた原本の一部であり、約2,300冊が確認されている。長きにわたって当館で所蔵された内田嘉吉文庫は、2011年（平成23年）に日比谷図書文化館へ移管された。

### 施設構造
千代田区役所庁舎の9、10階に図書館があり、一般開架ゾーンは9階の北の丸公園に面した側にあり、全体で244席の閲覧席を設ける。9階ではこのほか、調査研究ゾーン、インターネット利用席、新聞・雑誌・文庫本等閲覧コーナーを設けている。10階は子供室・児童書コーナーとなっており、授乳室等を設けて親子での利用に配慮している。事前申し込みかつ有料で、図書館利用者への託児サービスも行っている。

### 歴史
千代田図書館の起源は、1887年（明治20年）に開設された大日本教育会の附属書籍館に遡る。辻新次が中心となり、社会教育の発展に資することを目的として図書館事業が始められ、帝国図書館の前身である東京図書館からも通俗図書の貸与を得て書籍館は発展していった。この書籍館は1911年（明治44年）に東京市へ移管され、東京市立神田簡易図書館となっている。この簡易図書館は東京市の方針により学校併設の図書館に当初付された冠称であったが、「簡易」が内容の低級を意味すると誤解されることから1913年（大正2年）に市内各館で名称を改めて簡易の字を削除しており、神田第一図書館と改名した当館は更に後に一橋図書館へと改名している。日比谷図書館に続き、深川図書館、京橋図書館と並ぶ東京市の主要図書館であった一橋図書館だが、1923年（大正12年）9月1日に発生した関東大震災により施設は全焼、12,000冊を超す蔵書が罹災した。震災後の一橋図書館はバラックによる仮設館舎での再開を経て、東京市の震災復興事業により駿河台に新たに用地を得て着工、1929年（昭和4年）に東京市立駿河台図書館として、震災前を上回る規模で開館した。ただし、この時より有料制の図書館となっている。1934年（昭和9年）には内田嘉吉の蒐集によるコレクションが東京市に寄託されたが、当時日比谷図書館では建物が老朽化して施設も手狭であったことから新装まもない当館で収蔵することとなった。この内田文庫は1944年（昭和19年）に正式に東京都で買い上げられ、戦災を避けるために西多摩郡多西村（現在のあきる野市）の倉庫に疎開して戦後を迎えたが、日比谷図書館が東京大空襲で焼失し再建まで多年を要したため、戦後も空襲を受けず健在であった駿河台図書館に再び収蔵され、以降も千代田区立図書館の蔵書となっている。長らく当館で収蔵されてきた内田文庫であったが、2011年（平成23年）に日比谷図書文化館へと移管された。戦時中に東京都制が布かれ東京市立図書館が東京都立図書館へと移行したことから、当館も東京都立駿河台図書館を経て1947年（昭和22年）に千代田区へ移管、千代田区立駿河台図書館の後、1955年（昭和30年）に区役所庁舎内へと移転して現名称に落ち着いた。また図書館無料の原則がうたわれた図書館法施行を受けて、1951年（昭和26年）には有料制図書館だった当館の利用も無料化された。
現在の施設は2007年（平成19年）に区役所の新庁舎が竣工した際、あわせて当館も移転したものである。

### サービス
図書館の入館や利用はだれでも可能であるが、館外貸出には貸出券の作成が必要である。この貸出券は日本国内に住所があれば国籍を問わず誰でも作成可能であり、日本人の場合は健康保険証・運転免許証・学生証等、外国人の場合は在留カード等の本人確認書類によって作成が可能である。ただし、Web上のサービスについては区内在住・在学・在勤者に限られており、これを利用したい場合は区内での勤務先、通学先が確認できる証明を要する。
また、レファレンスサービス、ビジネス支援サービス、行政支援サービスのほかに、福祉関連サービスとして、郵送貸出や録音文書読上機や拡大読書器の提供を行い、朗読ボランティアによる朗読サービスも行っている。地域資料のデイジー図書化も進めている。
館外貸出
- 図書
  - 区内在住者 - 10冊まで2週間
  - 区外在住者 - 5冊まで2週間
- CD - 3点まで2週間（区内、区外の別を問わない）
- DVD、ビデオ - 2点まで2週間（区内、区外の別を問わない）

開館時間
- 平日：10時00分 - 22時00分
- 土曜日：10時00分 - 19時00分
- 日曜日および祝日、12月29日～12月31日：10時00分 - 17時00分

休館日
- 毎月第4日曜日、年始の1月1日～1月3日、および特別整理期間

### 立地
千代田図書館が入る千代田区役所庁舎は、北の丸公園に近い堀端に面した場所に位置し、東京法務局庁舎が隣接する。かつての九段会館もほど近いが、東日本大震災発生後の2011年（平成23年）4月以降は施設が閉鎖されている。最寄駅は東京メトロ東西線・半蔵門線・都営新宿線の九段下駅で、下車後徒歩5分ほど。庁舎地下には駐車場が用意されており、図書館利用者は最初の30分まで無料であるが、以降は30分ごとに250円の料金が発生する。

## 四番町図書館
千代田区立四番町図書館は、千代田区四番町1にある千代田区立図書館のひとつである。1986年（昭和61年）に開館し、2012年（平成24年）3月にリニューアルを経て再オープンした。

### サービス
基本的なサービスの要目は千代田図書館で説明したものに同じ、ただし開館時間および休館日は異なるため以下に記載する。
番町・麹町地区の住宅街に位置し子供の利用が多い事から児童サービスに力を入れており、月に1度「にちようびおはなし会」を、毎週「きんようびおはなし会」を、それぞれ実施している。
開館時間
- 平日：9時00分 - 20時00分
- 土曜日：9時00分 - 19時00分
- 日曜日および祝日、12月29日～12月30日：9時00分 - 17時00分

休館日
- 毎月第1日曜日、年末年始の12月31日～1月3日、および特別整理期間

### 立地
四番町地区の住宅街に位置し、周囲には武蔵野大学附属千代田高等学院、女子学院中学校・高等学校等の学校施設がある。また、ルクセンブルクやローマ法王庁の大使館も近傍に所在する。最寄駅はJR中央線各駅停車、都営新宿線の市ケ谷駅、東京メトロ有楽町線の麹町駅、東京メトロ半蔵門線の半蔵門駅で、いずれも下車後徒歩8分ほどと案内されている。

## その他の図書館

### 昌平まちかど図書館

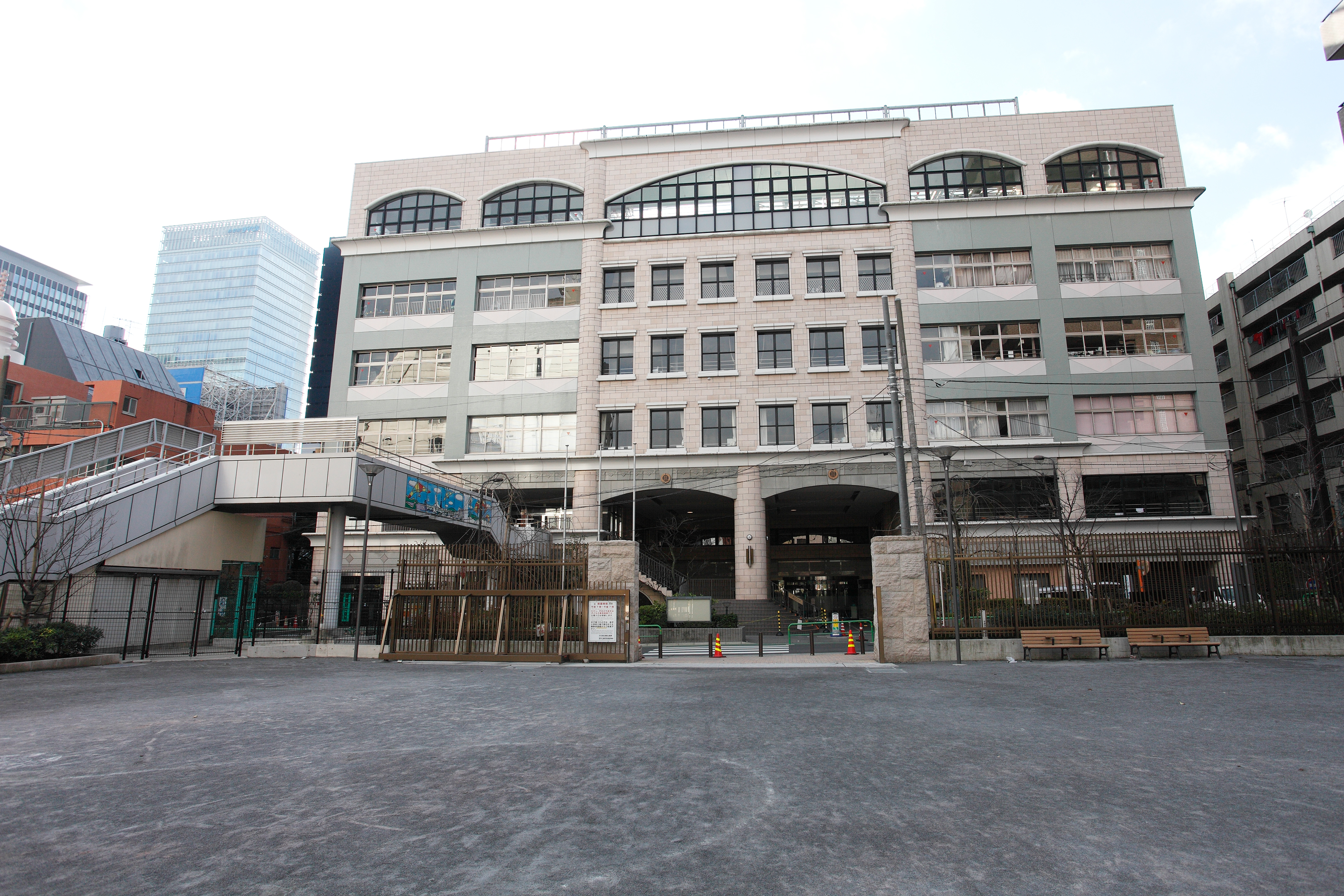
昌平まちかど図書館が入る昌平童夢館

千代田区立昌平小学校・昌平幼稚園・昌平児童館の複合施設内に設置された図書館であり、1996年（平成8年）開館、2003年（平成15年）に千代田図書館の分館となった。各日とも9時から20時まで利用が可能、12月29日、30日の両日は9時から17時までの開館である。休館日は毎月第2日曜、年末年始（12月31日-1月3日）および特別整理期間である。最寄駅は秋葉原駅または東京メトロ銀座線末広町駅で、いずれも下車後徒歩5分ほどと案内されている。

### 神田まちかど図書館
千代田区立千代田小学校・千代田幼稚園・教育研究所の複合施設内に設置された図書館であり、1998年（平成10年）開館、2003年（平成15年）に千代田図書館の分館となった。各日とも9時から20時まで利用が可能、12月29日、30日の両日は9時から17時までの開館である。休館日は毎月第3日曜、年末年始（12月31日-1月3日）および特別整理期間である。最寄駅はJR神田駅、東京メトロ丸ノ内線淡路町駅または都営新宿線小川町駅で、いずれも下車後徒歩5分ほどと案内されている。